# Exposición internacional registrada
Una exposición internacional registrada es una de las dos categorías de exposiciones internacionales que existen en la actualidad, de acuerdo con la enmienda del 31 de mayo de 1988 (vigente desde el 19 de julio de 1996) a la Convención relativa a las Exposiciones Internacionales.

## Características principales
Las características principales de las Exposiciones internacionales registradas son:
- Tienen una duración mínima de seis semanas y máxima de seis meses.
- Hay un espaciamiento mínimo (no periodicidad) de cinco años entre dos Exposiciones internacionales registradas, con el 1 de enero de 1995 como fecha de referencia. En casos excepcionales, el Bureau Internacional des Expositons puede autorizar que se celebre una Exposición internacional registrada, hasta un máximo de un año antes de que se cumpla el espaciamiento mínimo, sin que esto modifique la fecha de referencia original.
- Las reglas de construcción del pabellón de cada Estado participante se deberán fijar en el reglamento general de cada Exposición internacional registrada. Esto implica que los Estados participantes no están obligados a construir su propio pabellón a menos que así se indique en el reglamento general.[1]

## Terminología
De acuerdo con las recomendaciones del Grupo de Trabajo del BIE, para fines de comunicación y promoción, se pueden utilizar los términos «Exposición Universal» (en el formato Exposición Universal + lugar + año) o «Exposición Mundial» (en el formato Exposición Mundial + lugar + año) para hacer referencia a las exposiciones internacionales registradas.

## Próximas exposiciones internacionales registradas
La primera exposición internacional registrada fue la Expo 2010. La siguiente, Expo 2015, se celebró en la ciudad italiana de Milán con el tema Feeding the Planet, Energy for Life («Alimentar el planeta, energía para la vida»). En 2021 se celebró la Expo 2020 con el tema Connecting minds, creating the future («Conectando mentes, creando el futuro»).